# Casa Editorial Tablas-Alarcos
La Casa Editorial Tablas-Alarcos es una institución cultural cubana especializada en la difusión de las artes escénicas en su marco editorial. Pertenece al Consejo Nacional de las Artes Escénicas del Ministerio de Cultura de Cuba. Fue fundada por iniciativa del crítico cubano Omar Valiño, quien, al ser nombrado director de la revista Tablas en el año 2000, decidió crear una editorial adjunta que permitiese la publicación de libros de dramaturgia y teoría teatral y danzaria. Desde ese momento la Casa Editorial Tablas-Alarcos une, bajo un mismo techo y un espacio común de reflexión escénica, la revista Tablas y las Ediciones Alarcos.

## Evolución
Tablas es la revista cubana, de frecuencia trimestral, dedicada al universo de las artes escénicas. Fue fundada en 1982 por la Dirección de Teatro y Danza del Ministerio de Cultura con el objetivo de dotar al movimiento escénico de la Isla de un órgano capaz de constituirse en memoria crítica de su quehacer y su tradición. Es desde 1989 una institución del Consejo Nacional de las Artes Escénicas, ente rector nacional del Ministerio de Cultura para las manifestaciones de ese universo en la República de Cuba. Entre 1982 y 1999 y de manera sucesiva, la revista Tablas fue dirigida por las investigadoras cubanas Rosa Ileana Boudet, Vivian Martínez Tabares y Yana Elsa Brugal.
La revista Tablas abrió su tercera época en el año 2000 bajo la dirección de Omar Valiño, articulando con rapidez un juvenil equipo de trabajo. Pronto desató una serie de iniciativas que fueron consolidándose con el tiempo y que, anudadas, constituyen el relieve cuyo rostro muestra en conjunto la Casa Editorial Tablas-Alarcos. La publicación traspasa así los precisos límites de sus cien páginas para devenir eje de un proyecto cultural más amplio. En septiembre de 2000 nació Ediciones Alarcos.

## Premios
Desde el año 2002 aparecieron el Premio de Dramaturgia Virgilio Piñera y el Premio de Teatrología Rine Leal, además de reformularse el Premio Tablas Anual de Crítica y Gráfica y más recientemente el Premio de Dramaturgia para Niños y de Títeres Dora Alonso, destinados a estimular la creación dramática y la reflexión crítica, algunos de perfil único en Cuba. 
El Premio de Dramaturgia Virgilio Piñera ha sido obtenido por los siguientes dramaturgos y obras: 
- 2002 Amado del Pino con El zapato sucio

- 2004 Ulises Rodríguez Febles con El concierto

- 2006 Roberto D. M. Yeras con Noria

- 2008 Arturo Arango con El viaje termina en Elsinor

- El Premio de Teatrología Rine Leal ha sido obtenido por los siguientes teóricos y libros:

- 2003 Amado del Pino con Sueños del mago

- 2005 Elina Miranda Cancela con Calzar el coturno americano

- 2007 Raquel Carrió con Dentro y fuera de los muros: la investigación intercultural y la escritura escénica

El Premio de Dramaturgia para Niños y de Títeres Dora Alonso ha sido obtenido en el año 2008 por el dramaturgo Maikel Chávez con su obra Un mar para Tatillo. 
La Casa Editorial asumió como iniciativa suya la convocatoria de los Encuentros Teatro y Nación, de pensamiento y debate sobre los destinos paralelos de ambos polos. Desarrolla además una serie de eventos especiales, entre los cuales destacan los consagrados al estudio de la obra de los más importantes dramaturgos cubanos. Coordina las sesiones teóricas y pedagógicas del Festival de Teatro de La Habana y con su iniciativa itinerante Desde San Ignacio 166, dirección sede de la Casa en La Habana Vieja, promueve diálogos de distinto tipo sobre el mundo de la escena a través de lecturas, presentaciones de libros y revistas, desmontajes, paneles de discusión y disímiles actividades.

## Colecciones y catálogo editorial
La Colección Aire Frío (en homenaje al título de la importante obra del dramaturgo cubano Virgilio Piñera) se especializa en dramaturgia cubana contemporánea y ha publicado los siguientes títulos: El baile de Abelardo Estorino, Otra tempestad de Raquel Carrió y Flora Lauten, Los siete contra Tebas de Antón Arrufat, Telones de Telo, 
Cincomedias de varios autores, El zapato sucio de Amado del Pino, Las penas que a mí me matan y otras obras de Albio Paz, Teatro cubano actual de varios autores, La violación de Reinaldo Montero, El concierto de Ulises Rodríguez Febles, Concierto barroco de Laura Fernández y Reinaldo Montero, La Virgencita de Bronce de Norge Espinosa, Teatro cubano actual. Dramaturgia escrita en los EE.UU de varios autores, Comedias sin lente de Carlos Fundora, Monólogos (personales e intransferibles) de varios autores, Chamaco de Abel González Melo, Noria de Roberto D. M. Yeras, Teatro escogido de Freddy Artiles, Teatro mítico de Pepe Carril y Teatro cubano actual. Novísimos dramaturgos cubanos de varios autores.
La Colección La Selva Oscura (en homenaje al título de la historia del teatro cubano escrita por el investigador Rine Leal) se especializa en investigación escénica nacional y ha publicado los siguientes títulos: Sueños del mago de Amado del Pino, La manzana y la flecha de Antón Arrufat, La ciudad sitiada de Abel González Melo y Calzar el coturno americano de Elina Miranda Cancela. 
La Colección Escenarios del Mundo publica dramaturgia y teoría contemporánea internacional, y ha presentado los siguientes títulos: Teatro alemán actual de varios autores, El feo y La niña fría de Marius von Mayenburg, Vineta y Heaven de Fritz Kater y Piedras de agua de Julia Varley. 
La Colección Biblioteca de Clásicos edita títulos imprescindibles de las artes escénicas de todos los tiempos: Obras escogidas (volúmenes I y II) de Eugenio Barba, Introducción a la historia del teatro para niños y jóvenes de Paolo Beneventi, Cuatro dramas en la brecha y Cuatro dramas clásicos de Alfonso Sastre, Textos para el teatro de Heiner Müller, Teatro completo (volúmenes I y II) de Abelardo Estorino, Teatro de Dario Fo, Obras (volúmenes I y II) de Thomas Bernhard, Teatro venezolano contemporáneo (volúmenes I y II) de varios autores, Teatro de Friedrich Schiller, Teatro escogido de Fernando Arrabal y La dramaturgia como sacrificio de Marco Antonio de la Parra. 
La Colección Cuadernos Tablas publica manuales y testimonios de directores y actores: El suspendido vuelo del ángel creador de Narciso Medina, La escena transparente de Carlos Celdrán y El aprendiz de actor de Jorge Verdera. 
De manera especial, en colaboración con el Instituto Cubano del Libro, la Casa Editorial Tablas-Alarcos presentó en la Feria del Libro de La Habana la primera edición cubana de El arte secreto del actor. Diccionario de Antropología Teatral, de Eugenio Barba y Nicola Savarese.